# Leichtathletik-Europameisterschaften 2010/Dreisprung der Männer

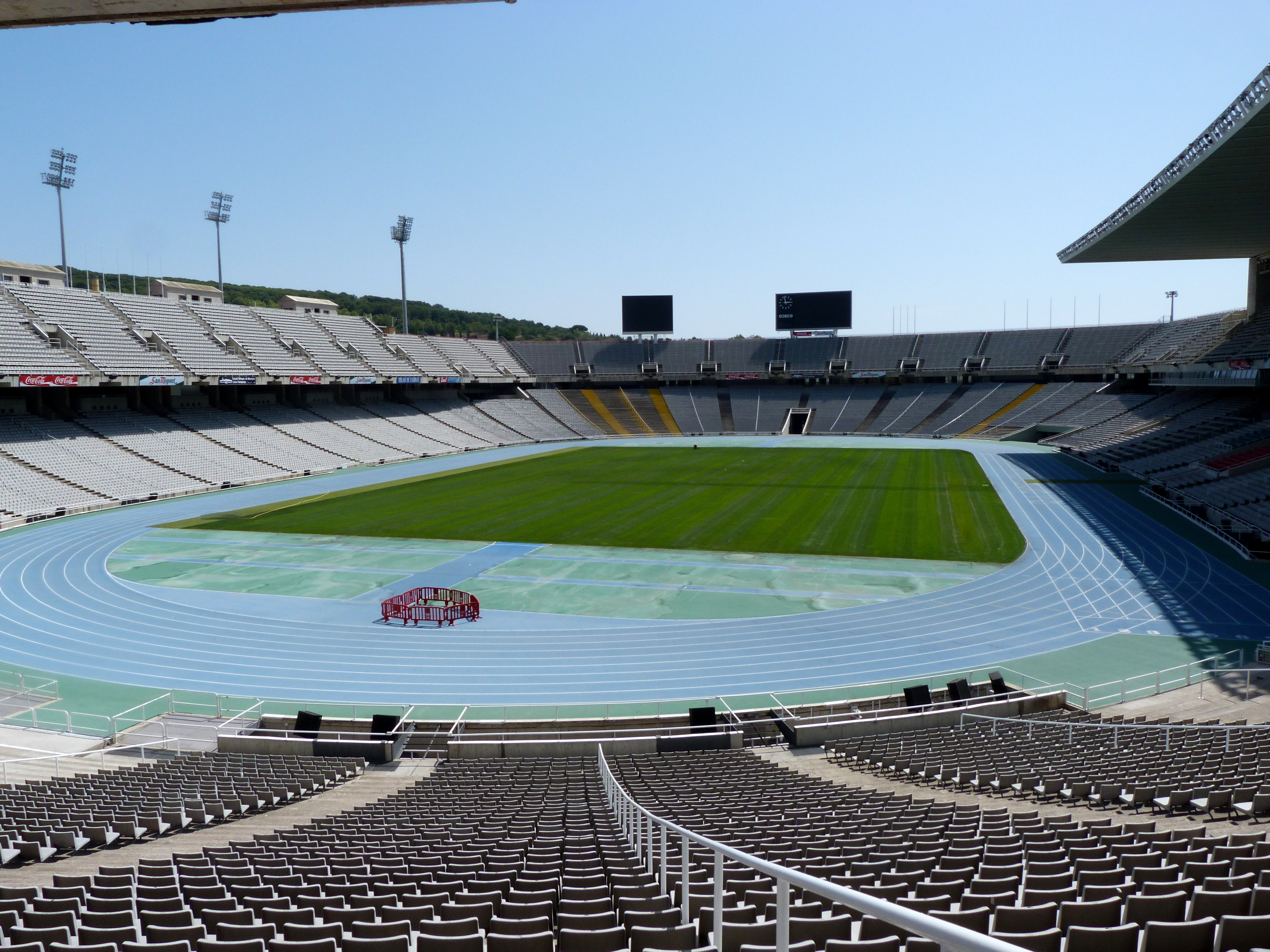
Das Olympiastadion Estadi Olímpic Lluís Companys
Barcelona im Jahr 2012

Der Dreisprung der Männer bei den Leichtathletik-Europameisterschaften 2010 wurde am 27. und 29. Juli 2010 im Olympiastadion Estadi Olímpic Lluís Companys der spanischen Stadt Barcelona ausgetragen.
Europameister wurde der britische Olympiazweite von 2008 und amtierende Weltmeister Phillips Idowu. Er gewann vor dem rumänischen EM-Dritten von 2006 Marian Oprea. Bronze ging an den Franzosen Teddy Tamgho.

## Rekorde

### Bestehende Rekorde
| Weltrekord           | 18,29 m | Jonathan Edwards | Göteborg, Schweden    | 7. August 1995  |
| Europarekord         | 18,29 m | Jonathan Edwards | Göteborg, Schweden    | 7. August 1995  |
| Meisterschaftsrekord | 17,74 m | Leonid Woloschin | EM Split, Jugoslawien | 30. August 1990 |

### Rekordverbesserung
Der britische Europameister Phillips Idowu verbesserte den bestehenden EM-Rekord im Finale am 29. Juli bei einem Rückenwind von 0,1 m/s um sieben Zentimeter auf 17,81 m. Zum Welt- und Europarekord fehlten ihm 48 Zentimeter.

## Windbedingungen
In den folgenden Ergebnisübersichten sind die Windbedingungen zu den jeweiligen Sprüngen mitbenannt. Der erlaubte Grenzwert liegt bei zwei Metern pro Sekunde. Bei stärkerer Windunterstützung wird die Weite für den Wettkampf gewertet, findet jedoch keinen Eingang in Rekord- und Bestenlisten.

## Legende
Kurze Übersicht zur Bedeutung der Symbolik – so üblicherweise auch in sonstigen Veröffentlichungen verwendet:
| CR  | Championshiprekord    |
| NM  | keine Weite (no mark) |
| ogV | ohne gültigen Versuch |
| –   | verzichtet            |
| x   | ungültig              |

## Qualifikation
28 Teilnehmer traten in zwei Gruppen zur Qualifikationsrunde an. Die Qualifikationsweite für den direkten Finaleinzug betrug 16,75 m. Mit vierzehn Athleten übertrafen zwei Dreispringer mehr diese Marke (hellblau unterlegt) als für die Finalteilnahme notwendig. So musste das Finalfeld nicht weiter aufgefüllt werden.

### Gruppe A
27. Juli 2010, 19:40 Uhr
| Platz | Name               | Nation         | Resultat (m) | 1. Versuch (m) Wind (m/s) | 2. Versuch (m) Wind (m/s) | 3. Versuch (m) Wind (m/s) |
| 1     | Benjamin Compaoré  | Frankreich     | 17,19        | x                         | 17,19 / −0,3              | –                         |
| 2     | Phillips Idowu     | Großbritannien | 17,10        | 17,19 / +0,8              | –                         | –                         |
| 3     | Momchil Karailiev  | Bulgarien      | 17,05        | 17,05 / +3,1              | –                         | –                         |
| 4     | Fabrizio Schembri  | Italien        | 16,96        | 16,96 / +0,1              | –                         | –                         |
| 5     | Fabrizio Donato    | Italien        | 16,88        | x                         | 16,88 / +2,0              | –                         |
| 6     | Ljukman Adams      | Russland       | 16,86        | 15,85 / +1,7              | 16,56 / +3,3              | 16,86 / +0,5              |
| 7     | Yochai Halevi      | Israel         | 16,76        | 16,34 / +2,8              | 16,76 / +0,5              | –                         |
| 8     | Andrés Capellán    | Spanien        | 16,38        | 15,91 / +1,6              | 16,38 / +0,7              | 15,06 / +0,3              |
| 9     | Igor Syunin        | Estland        | 16,35        | 16,25 / +1,9              | 16,35 / +1,4              | 14,50 / +2,0              |
| 10    | Mantas Dilys       | Litauen        | 16,32        | 16,32 / +1,9              | x                         | 16,08 / −0,2              |
| 11    | Zhiwko Petkow      | Bulgarien      | 16,20        | x                         | x                         | 16,20 / −0,1              |
| 12    | Dsmitryj Platnizki | Belarus        | 15,95        | x                         | 13,92 / +0,4              | 15,95 / +0,7              |
| 14    | Nikólaos Frággos   | Griechenland   | 15,50        | x                         | 15,50 / +0,6              | x                         |
| NM    | Ilja Jefremow      | Russland       | ogV          | x                         | x                         | x                         |

### Gruppe B

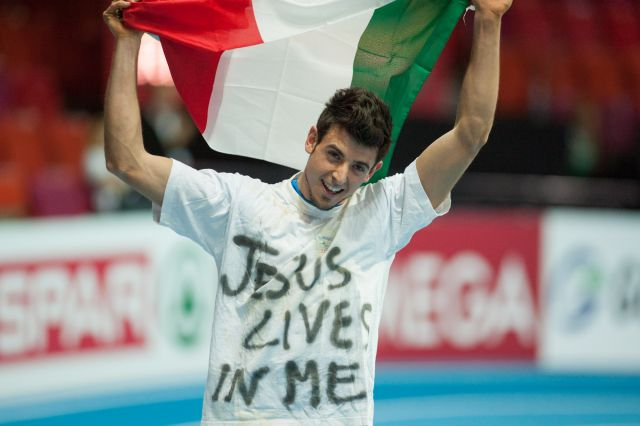
Daniele Greco erzielte 16,51 m, was nicht für die Teilnahme am Finale reichte

27. Juli 2010, 20:20 Uhr
| Platz | Name               | Nation         | Resultat (m) | 1. Versuch (m) Wind (m/s) | 2. Versuch (m) Wind (m/s) | 3. Versuch (m) Wind (m/s) |
| 1     | Teddy Tamgho       | Frankreich     | 17,37        | x                         | 17,37 / +2,1              | –                         |
| 2     | Wiktor Kusnjezow   | Ukraine        | 17,22        | x                         | 17,22 / +1,5              | –                         |
| 3     | Marian Oprea       | Rumänien       | 17,03        | 17,03 / +2,1              | –                         | –                         |
| 4     | Dimitris Tsiamis   | Griechenland   | 16,98        | 16,73 / +1,0              | 16,98 / +2,6              | –                         |
| 5     | Vladimir Letnicov  | Moldau         | 16,94        | 16,14 / +0,8              | 16,94 / +6,3              | –                         |
| 6     | Nathan Douglas     | Großbritannien | 16,80        | 16,80 / +1,2              | –                         | –                         |
| 7     | Dmitrij Vaľukevič  | Slowakei       | 16,78        | 16,78 / +3,0              | –                         | –                         |
| 8     | Jaanus Uudmäe      | Estland        | 16,72        | x                         | x                         | 16,72 / +3,0              |
| 9     | Siarhei Ivanou     | Belarus        | 16,66        | 16,66 / +3,0              | 14,81 / +2,4              | 16,18 / −0,7              |
| 10    | Daniele Greco      | Italien        | 16,51        | x                         | 16,37 / +0,               | 16,51 / +0,6              |
| 11    | Jewgeni Plotnir    | Russland       | 16,34        | 15,44 / +0,6              | 16,12 / +1,5              | 16,34 / +1,9              |
| 12    | Zacharias Arnos    | Zypern         | 15,85        | x                         | 15,35 / +1,3              | 15,85 / +0,1              |
| 13    | Alexander Martínez | Schweiz        | 15,55        | 15,55 / +0,3              | x                         | x                         |
| 14    | Redzhep Selman     | Mazedonien     | 15,39        | x                         | x                         | 15,39 / +2,0              |

## Finale
29. Juli 2010, 19:40 Uhr
| Platz | Name              | Nation         | Resultat (m) | 1. Versuch (m) Wind (m/s) | 2. Versuch (m) Wind (m/s) | 3. Versuch (m) Wind (m/s) | 4. Versuch (m) Wind (m/s)                    | 5. Versuch (m) Wind (m/s)                    | 6. Versuch (m) Wind (m/s)                    |
| 1     | Phillips Idowu    | Großbritannien | 17,81 CR     | 17,46 / −1,3              | 17,47 / −0,2              | 17,40 / −0,7              | 17,81 / +0,1                                 | x                                            | –                                            |
| 2     | Marian Oprea      | Rumänien       | 17,51000     | 16,15 / −1,6              | 17,19 / −0,5              | 16,61 / −0,9              | 16,75 / −0,7                                 | 17,51 / +0,7                                 | x                                            |
| 3     | Teddy Tamgho      | Frankreich     | 17,45000     | 17,12 / −1,1              | 17,42 / −1,4              | x                         | x                                            | 17,45 / −0,9                                 | 17,34 / −0,5                                 |
| 4     | Wiktor Kusnjezow  | Ukraine        | 17,29000     | 16,97 / −1,2              | 16,82 / −1,6              | 17,29 / −1,4              | 16,52 / −0,8                                 | x                                            | 16,46 / −1,1                                 |
| 5     | Benjamin Compaoré | Frankreich     | 16,99000     | 16,74 / −1,7              | 16,38 / −0,3              | 14,26 / +0,3              | 16,99 / −1,2                                 | x                                            | x                                            |
| 6     | Ljukman Adams     | Russland       | 16,78000     | 16,78 / −0,8              | x                         | 15,89 / −1,2              | 16,78 / −0,4                                 | x                                            | 16,40 / −1,0                                 |
| 7     | Dmitrij Vaľukevič | Slowakei       | 16,77000     | 16,51 / −1,4              | 16,75 / −0,8              | 16,77 / −0,5              | 16,75 / −1,2                                 | x                                            | 16,37 / ±0,0                                 |
| 8     | Fabrizio Schembri | Italien        | 16,73000     | x                         | 16,60 / −0,9              | 16,40 / −1,4              | 16,42 / −1,2                                 | 16,61 / −0,4                                 | 16,73 / ±0,0                                 |
| 9     | Fabrizio Donato   | Italien        | 16,54000     | 16,35 / −0,2              | 16,33 / −0,8              | 16,54 / +1,1              | nicht im Finale der besten acht Dreispringer | nicht im Finale der besten acht Dreispringer | nicht im Finale der besten acht Dreispringer |
| 10    | Nathan Douglas    | Großbritannien | 16,48000     | x                         | 16,48 / −1,1              | 15,53 / −0,5              | nicht im Finale der besten acht Dreispringer | nicht im Finale der besten acht Dreispringer | nicht im Finale der besten acht Dreispringer |
| 11    | Yochai Halevi     | Israel         | 16,43000     | 16,39 / −1,5              | 16,39 / −1,3              | 16,43 / −1,9              | nicht im Finale der besten acht Dreispringer | nicht im Finale der besten acht Dreispringer | nicht im Finale der besten acht Dreispringer |
| 12    | Vladimir Letnicov | Moldau         | 16,37000     | 15,48 / −1,3              | x                         | 16,37 / −0,9              | nicht im Finale der besten acht Dreispringer | nicht im Finale der besten acht Dreispringer | nicht im Finale der besten acht Dreispringer |
| 13    | Dimitris Tsiamis  | Griechenland   | 16,31000     | 15,96 / +0,5              | 16,13 / −0,4              | 16,31 / +0,2              | nicht im Finale der besten acht Dreispringer | nicht im Finale der besten acht Dreispringer | nicht im Finale der besten acht Dreispringer |
| 14    | Momchil Karailiev | Bulgarien      | 15,24000     | x                         | 15,24 / −1,0              | x                         | nicht im Finale der besten acht Dreispringer | nicht im Finale der besten acht Dreispringer | nicht im Finale der besten acht Dreispringer |

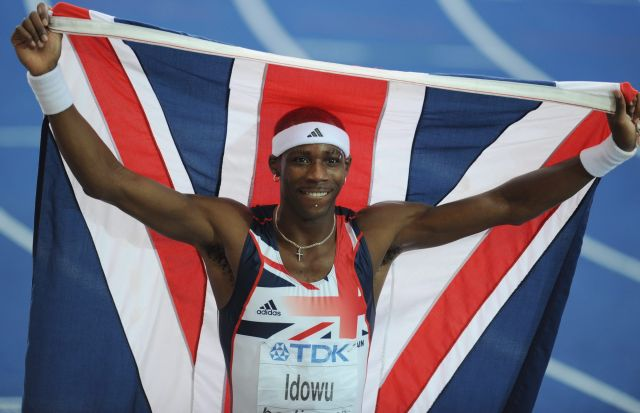
Europameister wurde der amtierende Weltmeister Phillips Idowu, 2008 Olympiazweiter

Der Franzose Teddy Tamgho reiste mit der besten Saisonbestweite von 17,98 m nach Barcelona. Im Wettkampf blieb er hinter dem Rumänen Marian Oprea und dem Briten Phillips Idowu, der mit neuer persönlicher Bestleistung gewann.

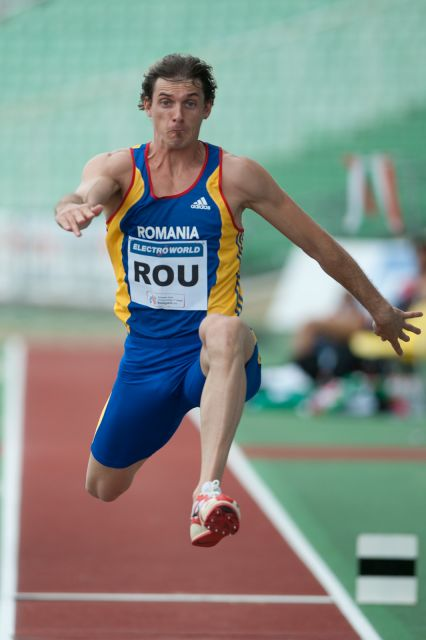
Nach Rang drei 2006 wurde Marian Oprea Vizeeuropameister
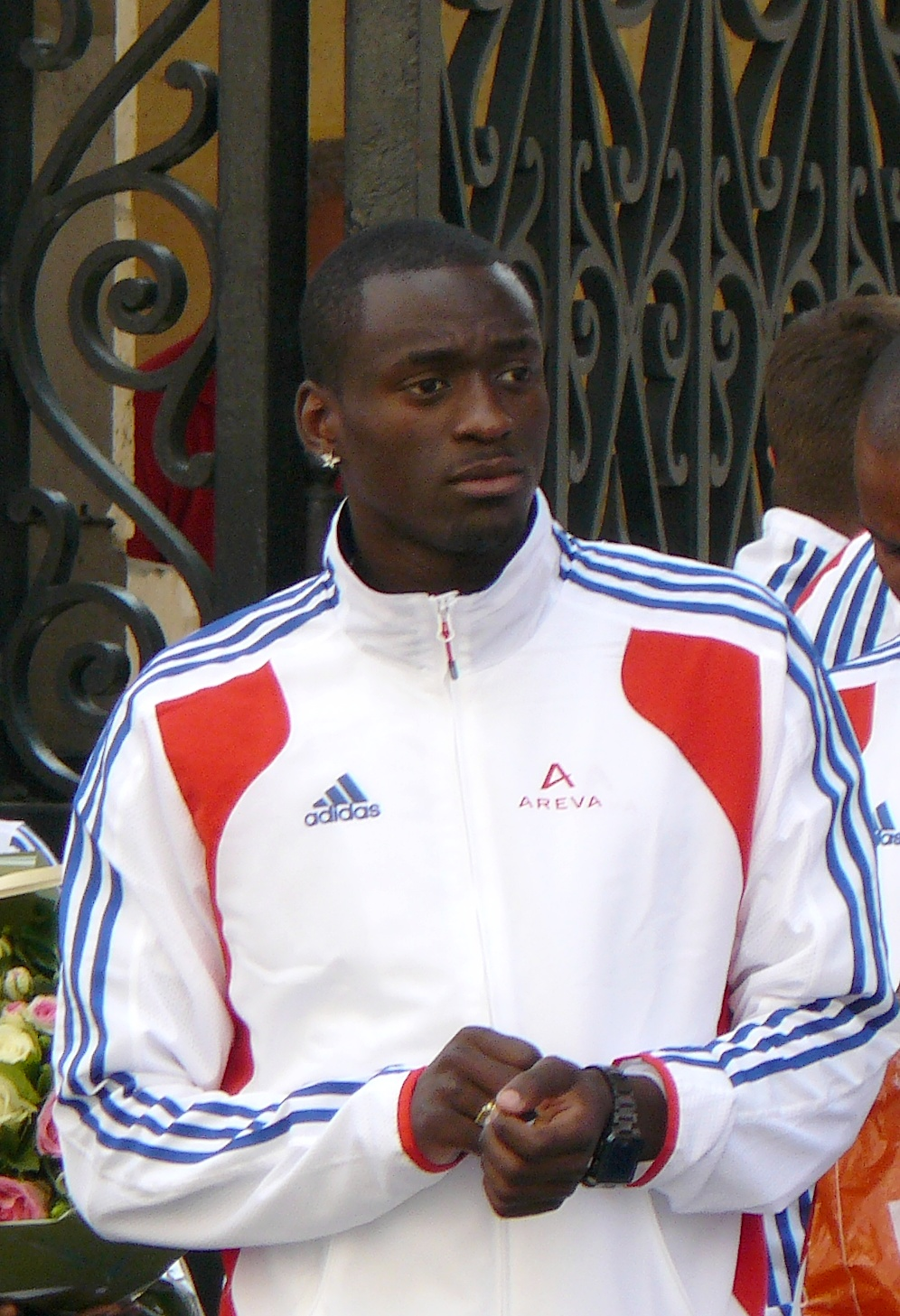
Bronzemedaillengewinner Teddy Tamgho
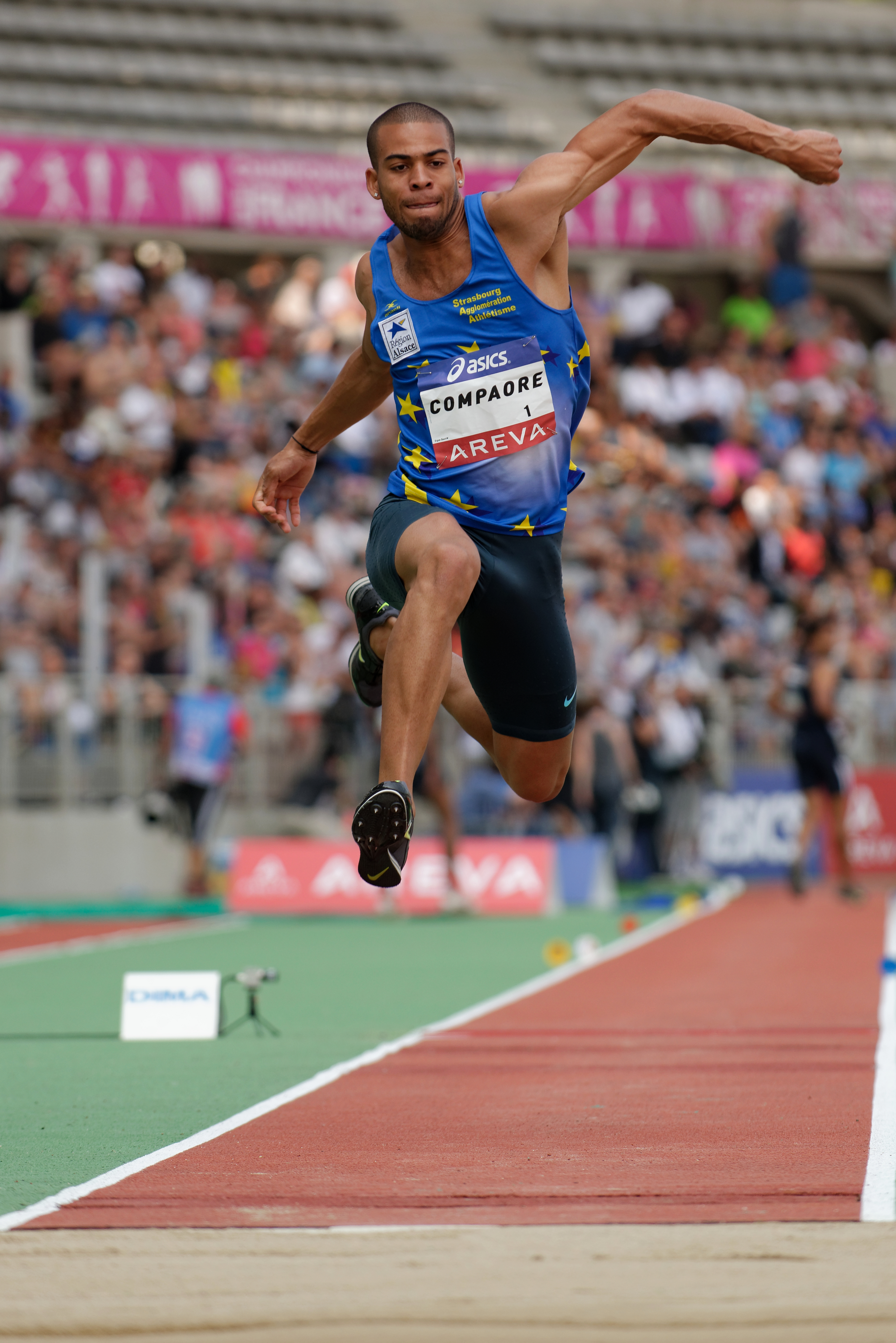
Benjamin Compaoré belegte Rang fünf
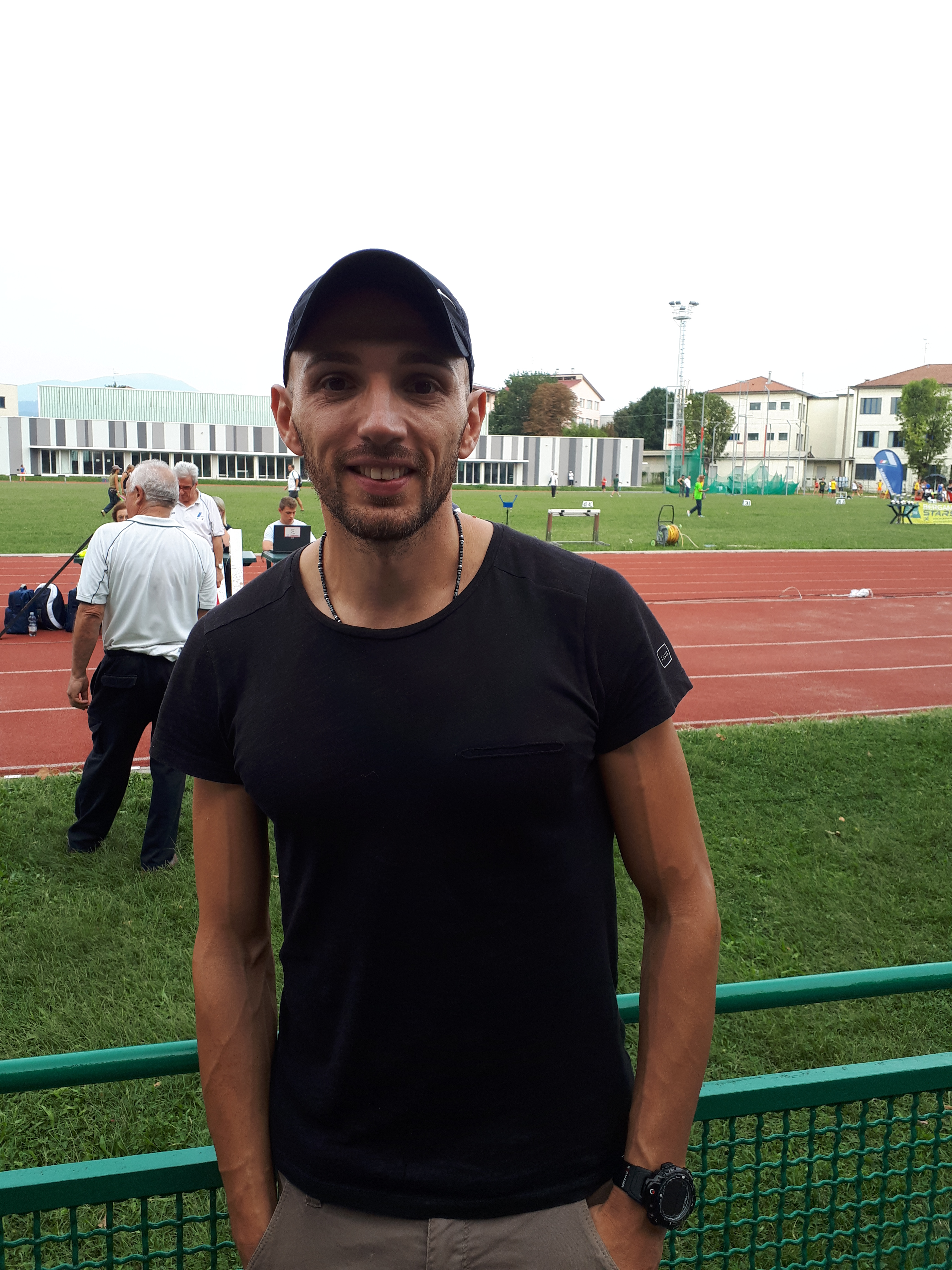
Der achtplatzierte Fabrizio Schembri

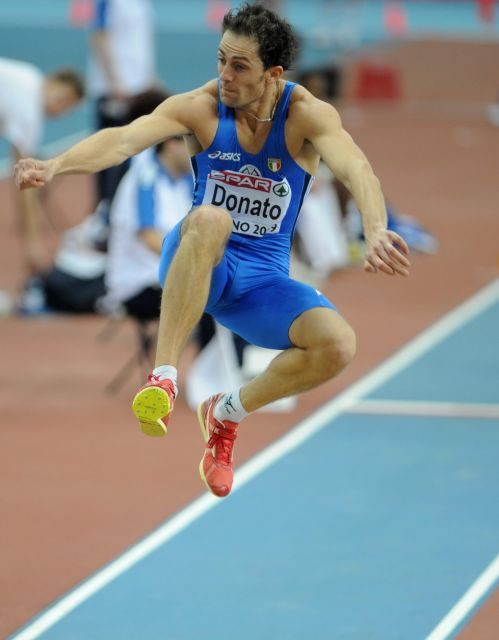
Fabrizio Donato erreichte Platz neun
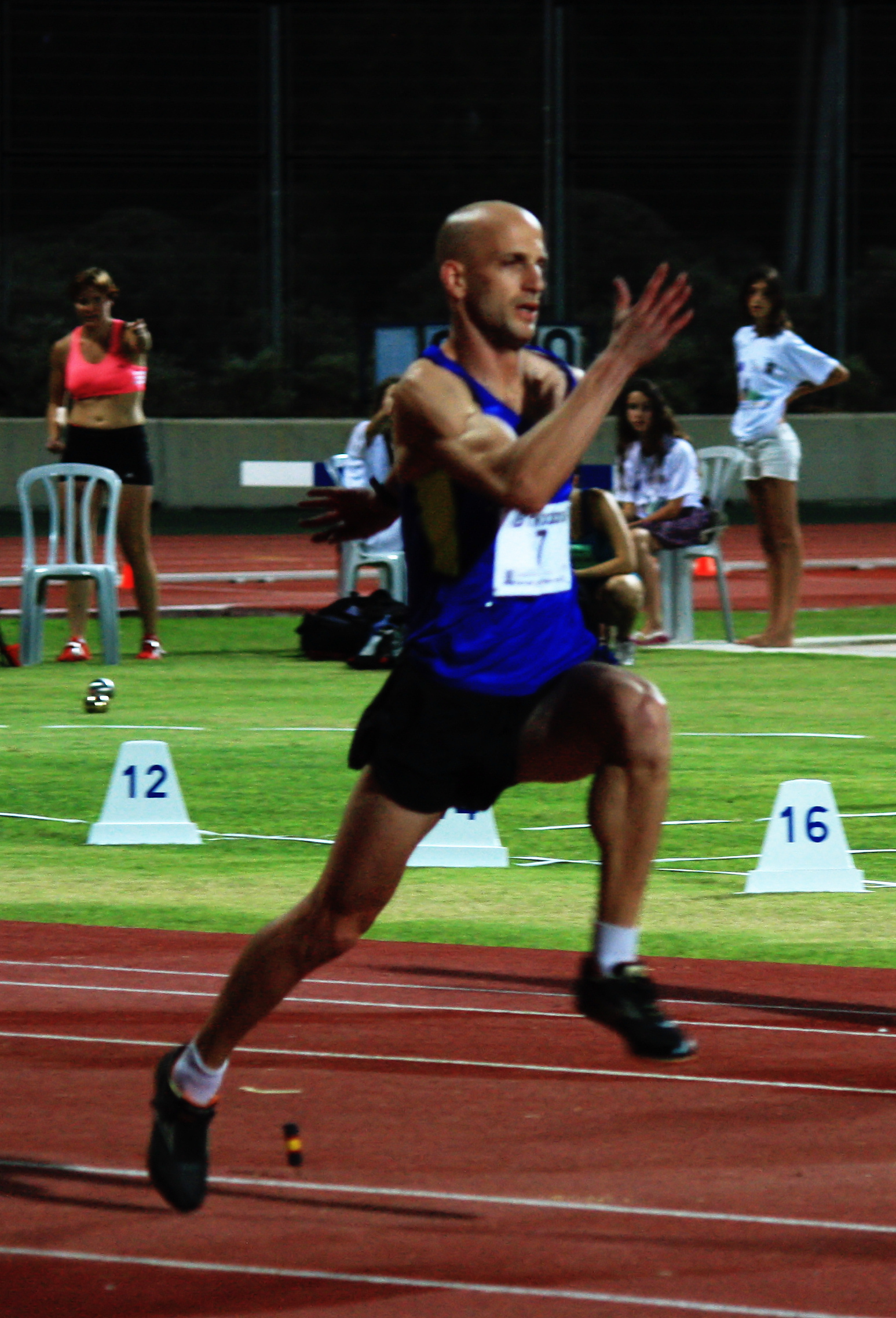
Yochai Halevi kam auf den elften Platz
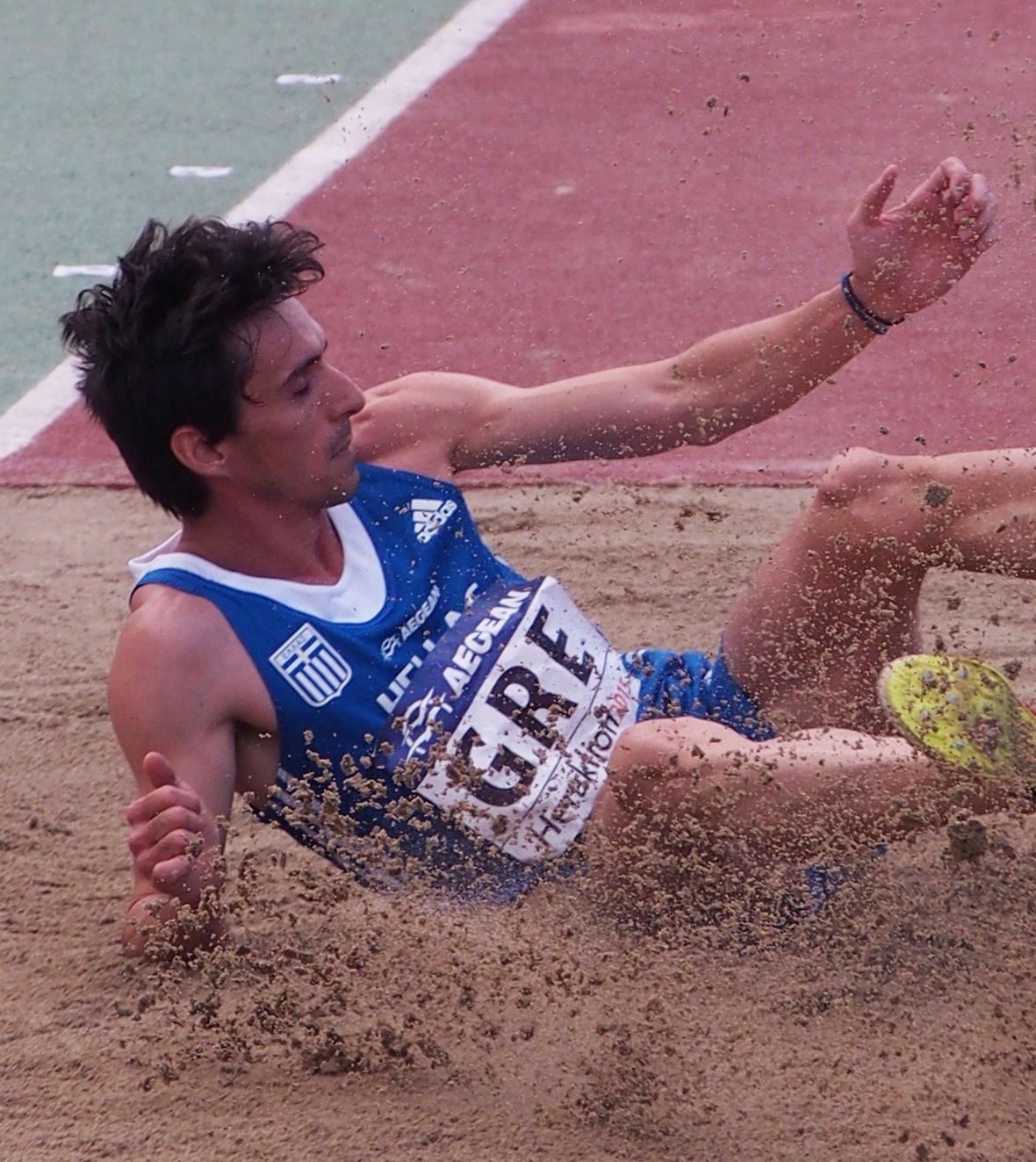
Dimítris Tsiámis – Rang dreizehn

## Videolinks
- Men's Triple Jump Final | Barcelona 2010, youtube.com, abgerufen am 17. Februar 2023
- Phillips Idowu 17.81m Wins European Triple Jump Title, youtube.com, abgerufen am 17. Februar 2023